# Tabanus simpsoni
Tabanus simpsoni är en tvåvingeart som beskrevs av Austen 1912. Tabanus simpsoni ingår i släktet Tabanus och familjen bromsar. Inga underarter finns listade i Catalogue of Life.